# 节目关联表
节目关联表（PAT Program Association Table）是数字电视系统中节目指示的根节点。其包标识符（Packet IDentifier、簡稱PID）为0。终端设备（如机顶盒）搜索节目时最先都是从这张表开始搜索的。从PAT中解析出節目映射表（Program Map Table、簡稱PMT），再从PMT解析出基本元素（如视频、音频、数据等）的PID及节目号、再根据节目从节目业务描述表（Service Description Table、簡稱SDT）中搜索出节目名称。CAT相关表是从PMT中得到。